# Чудесница
Чуде́сница — карстовая пещера в Чусовском городском округе Пермского края, Россия.

## Географическое положение
Пещера Чудесница административно расположена на территории Чусовского городского округа Пермского края. Ближайший населённый пункт — посёлок Усть-Койва (7 километров от пещеры), где есть туристская база, телефон. Необходимо учитывать, что летом от Чудесницы до Усть-Койвы добраться непросто: объекты находятся на разных берегах реки Чусовой. В посёлке в настоящее время постоянных жителей мало, в основном, дачники. Квалифицированную медицинскую помощь можно получить лишь в посёлке Кусье-Александровском (12 километров от Усть-Койвы) и посёлке Обманка-2 (18 километров от пещеры). В Обманке-2 есть поселковый совет, местное отделение милиции, психоневрологический диспансер, узел связи, школа, регулярное автобусное сообщение с городом Лысьвой (12 километров).
Пещера Чудесница расположена на левом берегу реки Поныш (левый приток Чусовой) в известняках горы Кладовой. Пещера горизонтальная, протяжённость 512 метров.

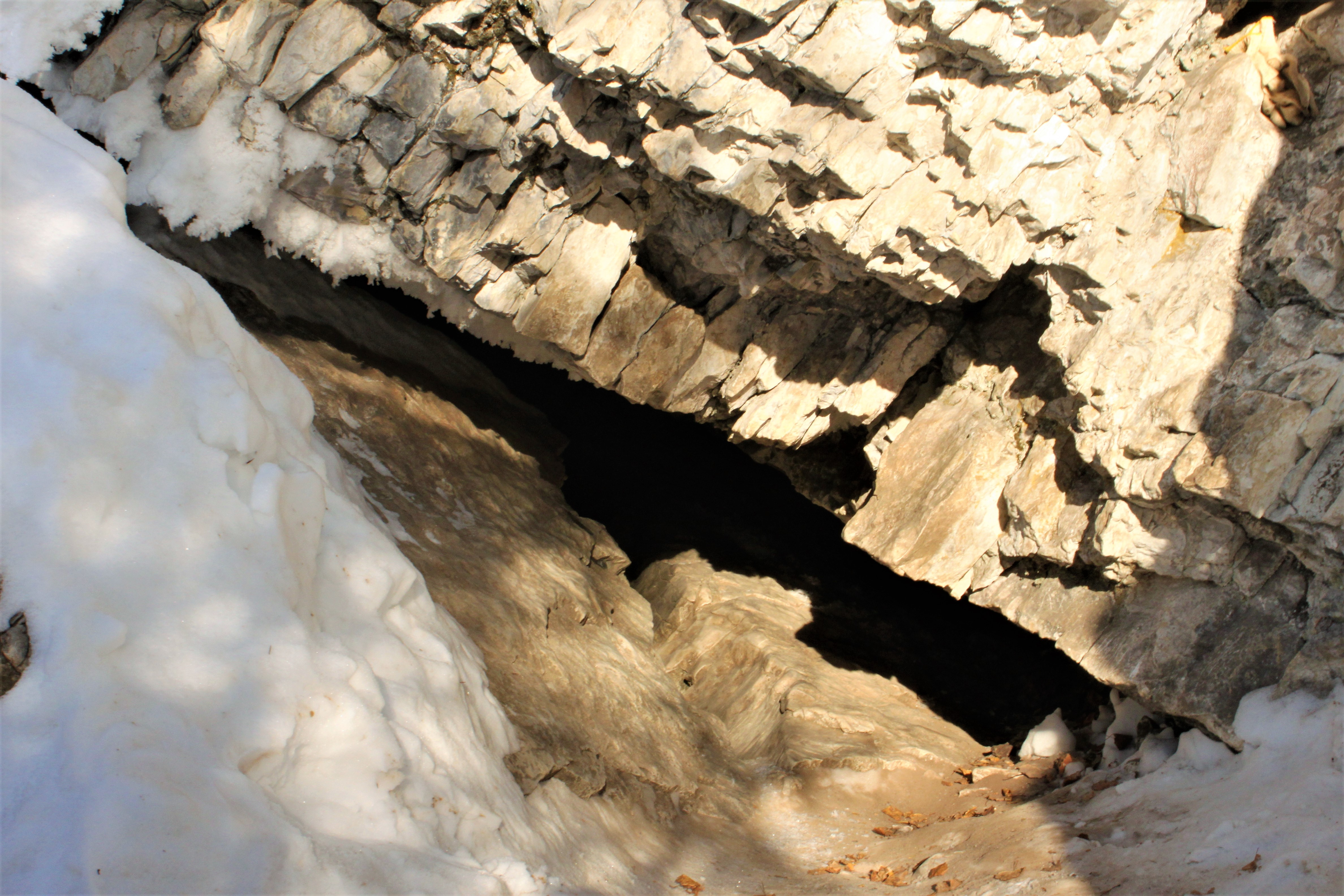
Вход в пещеру

## Окрестности пещеры
В непосредственной близости от пещеры на правом берегу реки Поныш находится оборудованная стоянка, вокруг есть много удобных мест для оборудования лагеря. Санитарно-гигиеническое состояние стоянок удовлетворительное. Вода в Поныше пригодна для питья, на левом берегу реки (100 метров вверх по течению) есть родник. В реке водится гольян, хариус, вьюн. На вершине горы Кладовой растёт земляника, на склонах горы можно обнаружить заросли малины. Дрова в районе стоянок имеются в достаточном количестве.
В скалах по берегам реки Поныш есть пещеры, многие из них ещё не обследованы. Недалеко от Чудесницы находятся пещеры Большая Понышская, Вулкан, 166-я. На левом берегу реки Поныш (100 метров вверх по течению от оборудованной стоянки напротив пещеры Чудесница) есть небольшой карстовый провал со скальными стенками, в нём находится озеро. Это выходной сифон неизвестной пока пещеры, который был обследован В. А. Сыропятовым. По непроверенным данным, за сифоном идёт горизонтальный ход длиной около ста метров.

## Экологическое состояние пещеры
В 1980-е годы экскурсии в пещеру были популярны среди туристов, и она понесла значительный урон: был растащен пещерный жемчуг, обломаны сталактиты, на стенах появились надписи, свод покрылся слоем копоти от факелов.